# Victoria, Texas
Victoria är en stad i Victoria County i delstaten Texas med 60 603 invånare (2000). Victoria är administrativ huvudort (county seat) i Victoria County.

## Historia
Staden grundades 1824 och döptes då till Nuestra Señora Guadalupe de Jesús Victoria, dels efter ett helgon, dels efter Mexikos första president Guadalupe Victoria som tog sitt namn efter samma helgon. Staden drabbades 1840 av samma comanchekrigståg som helt ödelade den närliggande hamnstaden Linnville och 1846 dödade en koleraepidemi betydligt fler människor än de 15 som föll offer för comancherna. Trots detta hade staden 806 invånare 1850, av vilka 157 var slavar.

## Kända personer från Victoria
- Steve Austin, wrestlare